# Dragan Vasiljković
Dragan Vasiljković zvani Kapetan Dragan, osuđeni ratni zločinac, srpski zapovjednik Crvenih beretki i Knindža u RSK za vrijeme Domovinskog rata i rata u BiH. Hrvatski sud ga sumnjiči za ratne zločine, poglavito za pokolje u Glini i Zvorniku. Do srpnja 2015. živio je u Perthu, Australija, pod pseudonimom Daniel Snedden. S kraćim prekidom, od 2006. godine je u ekstradicijskom pritvoru u Australiji, izjavljujući pravne lijekove protiv izručenja Republici Hrvatskoj. Dana 9. srpnja 2015. godine izručen je hrvatskim vlastima letom iz Sydneya preko Frankfurta do Zagreba. Ovo je prvi put da je Australija izručila svojeg državljanina zbog optužbi za ratne zločine.
Svjedočenja ga optužuju za zlostavljanje hrvatskih zarobljenika u zatvorima u Kninu za vrijeme srpske okupacije.

## Životopis prije 1990.- ih
Dragan Vasiljković je rođen 1954. godine u Beogradu; otac mu je poginuo dok je još bio dijete. 1967. godine se s majkom i dvoje braće doselio u Australiju; australsko državljanstvo je po nekim navodima dobio 1974. godine. Nakon što je stanito vrijeme služio u australskoj vojsci (pod angliziranim imenom Daniel Snedden), putovao je i radio u Africi i Južnoj Americi, navodno kao vojni instruktor. 1980.-ih godina je osuđen zbog organiziranja javne kuće u predgrađu Melbournea. 

## Služba u specijalnim snagama Službe državne bezbednosti Republike Srbije 1990.-ih
1988. godine se doselio u Beograd i nastojao se baviti poduzetništvom; ubrzo dolazi u kontakt sa Službom državne bezbednosti (obavještajna agencija, poznata i kao UDBA), te je zajedno s Frankom (Frenkijem) Simatovićem preuzeo vođenje novoosnovane specijalne jedinice "Crvene beretke". Jedinica je do propasti tzv. Republike Srpske Krajine djelovala pod imenom "Knindže", poslije je sudjelovala u ratnim događanjima u Bosni i Hercegovini i na Kosovu pod drugim imenima, da bi naposljetku jedinica ostala u cijelosti stacionirana u Srbiji, kao "Jedinica za specijalne operacije", te javno deklarirana kao sastavni dio Resora državne bezbednosti MUP-a Republike Srbije - što je zapravo bila od samog njenog osnivanja (dijelovi te jedinice su u određenim razdobljima prepoznavini, kao "Vukovi", "Tigrovi", "Arkanovci", "Škorpioni" - u prvoj polovici 1990.-ih godina se njihova veza s Republikom Srbijom nije javno priznavala).

## Povratak u Australiju i ekstradicijski pritvor
Nakon što je 2003. godine bio svjedok tužiteljstva u postupku protiv Slobodana Miloševića u Haagu - Vasiljević je pozvan kao svjedok tužiteljstva, da bi pred sucima porekao sadržaj svoje pisane izjave dane tužiteljima i čak optužio tužiteljstvo da je krivotvorilo sadržaj te njegove pismene izjave koja je teretila S. Miloševića  -  od 2004. godine se vratio u Australiju, gdje nastavlja živjeti pod imenom Daniel Snedden. 
2005. godine saznaje da se protiv njega poduzimaju pravne radnje zbog ratnih zločina za koje se smatra da ih je počinio u Hrvatskoj. U rujnu 2005. godine na kraće vrijeme dolazi u Beograd, gdje je održao i konferenciju za novinstvo.
U siječnju 2006. godine uhićen je od strane australskih vlasti, povodom zahtjeva Republike Hrvatske za izručenjem, i ostaje pritvoren u Australiji sve do odluke kojom je 2009. godine Federalni sud odbio zahtjev R. Hrvatske. Australski vrhovni sud u ožujku 2010. godine poništava odluku Federalnog suda; Vasiljković nakon toga bježi, ali je nakon opsežne potjere uhvaćen. Dragan Vasiljković se nastavio pravnim sredstvima opirati izručenju; zadnja važna odluka kojom je opet prihvaćen zahtjev R. Hrvatske za njegovim izručenjem donesena je u studenom 2012. godine Izručen je Hrvatskoj 9. srpnja 2015. godine.

## Parnica zbog klevete protiv australskog "The Australian"
Radi obrane svojega ugleda, pokrenuo je Dragan Vasiljković u Australiji sudski postupak protiv izdavača časopisa "The Australian", u kojem je u 2005. godine objavio članak gdje su detaljno opisani Vasiljkovićevi zločini. U članku se navodilo da je Vasiljković počinio djela torture, da je odobravao da njegovi vojnici također čine takva djela, da je višekratno silovao jednu ženu u Zvorniku (BiH), te da je dopustio izvođenje jednog pokolja.
"Nationwide News", izdavač časopisa "The Australian" na sudu je dokazao - prema standardu dokazivanja koji se primjenjuje u građanskim parnicama u Australiji - da je Dragan Vasiljković doista počinio zločine koje mu je pripisivao članak iz 2005. godine. Nakon što je 2009. godine odbijena njegova žalba Žalbenom sudu Novog Južnog Wallesa, 2012. god. je odbijen i Vasiljkovićev zahtjev federalnom pravosuđu.

## Optužbe
Još 2006. godine javnost je upoznata kako su prikupljene izjave žrtava i očevidaca koje teško terete Vasiljkovića. Grupa hrvatskih vojnika i policajaca koje su vojnici pod Vasiljkovićevim zapovjedništvom zarobili u lipnju i srpnju 1991. god. i zatvorili u zemunicu u kninskoj tvrđavi i danima tukli šakama, nogama, gumenim palicama i puščanim kundacima po cijelom tijelu. Gurali su im puščane cijevi u usta, izvodili na fingirana strijeljanja, psihički ih maltretirali i mučili žeđu. Zarobljenici su se Vasiljkoviću žalili na takvo ponašanje njegovih vojnika, ali on je to ignorirao. Jedan od zarobljenika optužuje Vasiljkovića da je najprije gledao svoje vojnike kako ga tuku gumenim palicama i kundacima, da bi potom rekao: "Vidjet ćete sada kako se to radi." - i potom ga nogom na kojoj je imao vojničku čizmu snažno udario u glavu. Jedan pripadnik srpske paravojske svjedoči da je u centru za obuku u selu Bruška kod Benkovca vidio u veljači 1993. godine dvojicu Vasiljkovićeve postrojbe kako premlaćuju i potom iz vatrenog oružja ubijaju dva zarobljenika.
Tereti ga se i da je kao zapovjednik postrojbi za posebne namjene u srpnju 1991. u Glini, u dogovoru sa zapovjednikom tenkovske postrojbe JNA, izradio plan napada i zauzimanja glinske policijske postaje, prigradskog naselja Jukinca te sela Gornjeg i Donjeg Viduševca. U sklopu akcije, civilno je stanovništvo otjereno, a njihove kuće opljačkane.

## Nakon 9 godina procedure, izručen Hrvatskoj u srpnju 2015.
Nakon 9 godina ekstradicijske procedure, koje je pretežnim dijelom proveo u australskom zatvoru, izručen je 9. srpnja 2015. god. Hrvatskoj. 
Nakon što je i ranije u dva navrata zatražila da se Vasiljkovića izruči Srbiji, a ne Hrvatskoj, Republika Srbija je u zadnjem dijelu ekstradicijskog postupka ponovila svoj zahtjev: u dopisu srbijanskog ministra pravosuđa Nikole Selakovića upućenog australskom ministru pravosuđa Michaelu Keenanu iznijeto je uvjerenje da Vasiljkoviću Hrvatska neće osigurati pošteno suđenje, te ocjenu da će izručenje Hrvatskoj izazvati nezadovoljstvo u javnosti Srbije i među Srbima u Australiji. Selaković svoje navode u pismu Keenanu potkrjepljuje navodima o diskriminaciji koju da na hrvatskim sudovima trpe Srbi okrivljeni za ratne zločine. Iz hrvatskog ministarstva pravosuđa Selakoviću je odgovoreno da Srbija nije u poziciji da proziva hrvatsko pravosuđe zbog navodne diskriminacije Srba: "Srpska strana nije, prema mome mišljenju, u poziciji niti podcjenjivati, a kamoli ocjenjivati hrvatsko pravosuđe. Mi smo sada u poziciji da kao članica Europske unije procjenjujemo srpsko pravosuđe", rekao je Ivan Crnčec, pomoćnik ministra pravosuđa.
Po dovođenju u Hrvatsku, Vasiljković je smješten u zatvor na Bilicama u Splitu: s obzirom na to da je zakazano saslušanje kod Odjela za ratne zločine Županijskog državnog odvjetništva u Splitu (uz sudjelovanje državnog odvjetništva iz Šibenika), očekuje se da će mu se i suditi u Splitu.

## Presuda
Splitski Županijski sud nepravomoćno ga je osudio, 26. rujna 2017., na 15 godina zatvora za ratne zločine počinjene nad hrvatskim vojnicima i civilima.

## Otpuštanje iz zatvora, 2020.
Dana 28. ožujka 2020. godine je Dragan Vasiljković otpušten iz zatvora u Lepoglavi, te je po policiji prepraćen do granice s Republikom Srbijom. Vasiljković je u Srbiji pokrenuo inicijativu prikupljanja novčanih sredstava da se "uradi revizija svih sudskih procesa nepravedno osuđenih Srba u regionu".

## Vanjske poveznice
- Nezavisne novine  Arhivirana inačica izvorne stranice od 2. studenoga 2005. (Wayback Machine)